# Aithér
Aithér a ragyogó örök világosság és a levegőég istene, Erebosz és Nüx fia, Hémera bátyja. Az első görög istenek közül való, a „felső ég” megszemélyesítője, az űr és a menny megtestesítője.
Aithér neve a ógörög αἰθήρ (aithér) szóból származik, melynek jelentése: éter. Aithér volt a tiszta, „felső levegőég”, az istenek levegője, szemben „aer”-ral, a komor alsó levegővel a Földön, amelyet az emberek lélegeztek be.